# Кпелле (письмо)
Кпелле — писемність, винайдена в 1935 році для запису мови кпелле, що відноситься до південно-західної сім'ї манде нігеро-конголезьких мов, і має 490 000 носіїв в Ліберії і близько 300 000 в Гвінеї.
Є складовим письмом, складається з 88 графем, багато з яких мають кілька форм. Запис проводиться горизонтально зліва направо.
Була розроблена близько 1935 року вождем Гбіли в Саноя (Ліберія), і в 30-х і на початку 40-х років XX століття використовувалася обмежено носіями мови в Ліберії та Гвінеї.
Писемність не отримала поширення, і сьогодні кпелле зазвичай записується за допомогою латинського алфавіту.